# Reckitt Benckiser
Reckitt Benckiser Group plc is een Brits-Nederlandse multinational in de consumptiegoederensector, gevestigd te Slough in het Verenigd Koninkrijk, en Hoofddorp in Nederland.

## Activiteiten
De multinational ontstond in 1999 door fusie van het Britse Reckitt & Colman plc met het Nederlandse Benckiser NV. Het bedrijf is actief op het gebied van schoonmaakmiddelen, levensmiddelen en personal care.
Het merkenportfolio bestaat uit verzorgings- en huishoudproducten, met anno 2023 merken als Strepsils, Durex, Lysol, Dettol, Clearasil, Calgon, Brasso, Mead Johnson, Cillit Bang, Veet, Nurofen, Gaviscon, Mucinex, Scholl, Harpic, Mortein, Vanish, Woolite en Airwick. Deze maken het overgrote deel van de omzet uit. In 2023 was de geografische omzet als volgt, Europa 35% van de totale omzet, Noord-Amerika 27% en de rest van de wereld 38%.
Reckitt is genoteerd op de London Stock Exchange. Het aandeel is onderdeel van de Financial Times Stock Exchange Index FTSE 100 aandelenindex. 

## Geschiedenis

### Voorlopers
In 1823 richtte Johann A. Benckiser een bedrijf op voor de productie van industriële chemicaliën op in Pforzheim. Ludwig Reimann, een chemicus, kwam vijf jaar later bij het bedrijf en trouwde met de dochter van Benckiser. Benckiser overleed in 1851 en het bedrijf kwam in handen van Reimann. Onder Reiman en zijn kinderen groeide het bedrijf snel in de tweede helft van de 20e eeuw. In 1992 werd Coty, een Amerikaanse fabrikant van schoonheidsproducten, overgenomen. In 1997 kregen de aandelen van het bedrijf een beursnotering op de New York Stock Exchange en de Amsterdamse Effectenbeurs. In 1998 behaalde Benckiser een omzet van 3,9 miljard gulden en een nettowinst van ƒ 240 miljoen. Op 31 december 1998 was JAB de grootste aandeelhouder van Benckiser NV met driekwart van het stemrecht in handen.
Reckitt & Sons gaat terug tot 1840 en richtte zich op huishoudelijke producten. Na de dood van de oprichter Isaac Reckitt in 1862 ging het bedrijf over op zijn drie zonen. In 1886 werd de eerste buitenlandse vestiging geopend, in Australië. Het bedrijf kreeg een beursnotering in 1888. In 1938 fuseerde Reckitt & Sons met J&J Colman en de combinatie ging verder als Reckitt & Colman. Diverse merken en bedrijven van schoonmaakproducten werden nadien overgenomen, zoals Airwick en Carpet Fresh en de Lehn & Fink-divisie van Sterling Drug, de maker van Lysol, een desinfecterend huishoudmiddel, in 1994. Reckitt & Colman verkocht ook diverse activiteiten waaronder de Nederlandse voedingsactiviteiten van Conimex in 1990.

### Reckitt Benckiser
In december 1999 volgde de fusie van Reckitt & Colman en het Nederlandse bedrijf Benckiser NV. De nieuwe onderneming kreeg de naam Reckitt Benckiser, de oud aandeelhouders van Reckitt kregen een belang van 59,1% en Benckiser 40,9%. Bart Becht werd de eerste bestuursvoorzitter van Reckitt Benckiser (RB), hij legde enerzijds de nadruk op efficiëntieverbeteringen, maar ontwikkelde ook nieuwe producten en gaf meer geld uit aan advertenties en marketing. In oktober 2005 werd Boots Healthcare International voor £ 1,9 miljard overgenomen. Hiermee kwamen bekende waren als de pijnstillers van Nurofen, de keelpijntabletten van Strepsils en de anti-acnebehandelingen Clearasil in handen.
In januari 2008 werd Adams Respiratory Therapeutics, een farmaceutisch bedrijf, overgenomen voor US$ 2,3 miljard. In juli 2010 volgde de acquisitie van SSL International, de fabrikant van Durex condooms en Dr. Scholl's voetverzorgingsproducten, voor US$ 3,9 miljard. SSL behaalde in het boekjaar 2010, een omzet van US$ 1,2 miljard en telde 10.000 werknemers. Vanaf 29 oktober 2010 wordt SSL geconsolideerd. In 2010 behaalde RB een totale omzet van £ 8,5 miljard en een nettowinst van £ 1,6 miljard. Het bedrijf telde dat jaar gemiddeld 27.200 medewerkers, waarvan iets minder dan de helft in Europa werkzaam was.
Drie jaar later werden van Combe de activiteiten op het gebied van verkoudheidsbehandelingen en huidverzorging ingelijfd. In september 2011 ging Bart Becht met pensioen als bestuursvoorzitter en Rakesh Kapoor werd zijn opvolger. In 2011 haalde RB in Zuid-Korea een product van de markt, nadat de overheid een verband had aangetoond tussen het gebruik van chemicaliën in luchtbevochters en longziekten. De Zuid-Koreaanse fabrikant Oxy was in 2001 overgenomen door RB en Oxy had het product op de markt gebracht. In mei 2016 verklaarde het bedrijf dat zo'n 100 personen, en waarschijnlijk meer, waren omgekomen als gevolg van het product. In 2016 werd een buitengewone last genomen van £ 300 miljoen om de slachtoffers financieel te compenseren.
Schiff Nutrition, een Amerikaanse fabrikant van vitamines en voedingssupplementen, werd overgenomen in november 2012 voor US$ 1,4 miljard. In februari 2017 deed het bedrijf een succesvol bod van US$ 16,6 miljard op de Amerikaanse fabrikant van flesvoeding Mead Johnson. Dit was de duurste overname ooit van het bedrijf. In juli 2017 verwierf McCormick & Company de voedselmerken van RB, waaronder het French's Mustard en Frank's RedHot, voor US$ 4,2 miljard.
De overname van Mead Johnson was geen gelukkige actie. In 2019 schreef RB £ 5 miljard af op de waarde van Mead Johnson vanwege lagere groeiverwachtingen voor de verkoop van babyvoeding in de Volksrepubliek China.
Kapoor ging in september 2019 met pensioen en werd opgevolgd door Laxman Narasimhan. In maart 2021 werd de bedrijfsnaam ingekort tot Reckitt en werd ook het logo vernieuwd. Op 1 september 2022 maakte Narasimhan bekend af te treden om persoonlijke redenen.
In maart 2024 oordeelde een Amerikaanse rechter dat het bedrijf een schadevergoeding van US$ 60 miljoen moet betalen. Een moeder had haar pasgeboren kind babypoeder Enfamil gegeven, een product gebaseerd op koemelk. Het kind overleed en Mead Johnson zou de moeder onvoldoende hebben voorgelicht over de gezondheidsrisico's. Mead Johnson bestrijdt het oordeel van de rechter. In 2023 schreef Reckitt ruim £ 800 miljoen af op de waarde van de bedrijfsonderdeel babyvoeding.
In juli 2024 maakte het bedrijf bekend diverse producten met onvoldoende groeipotentie te gaan verkopen. Met name zijn genoemd Air Wick, Mortein, Calgon en Cillit Bang. Deze merknamen behaalden een jaaromzet van £ 1,9 miljard, dat is zo'n 15% van het totaal, en Reckitt zoekt naar een nieuwe eigenaar. Op 18 juli 2025 werd de koper bekend gemaakt, Advent International neemt 70% van deze activiteit over voor US$ 4,8 miljard, dit is inclusief de overname van schulden en uitgestelde betalingen. Alleen als de activiteiten bepaalde financiële resultaten behalen, heeft Reckitt recht op uitgestelde betaling van maximaal US$ 1,3 miljard. Reckitt houdt een aandelenbelang van 30%. Verder staat nog Mead Johnson, babyvoeding met merknamen Enfamil en Nutramigen, in de etalage.
Aberdeen Asset Management · Admiral Group · Aggreko · AMEC · Anglo American · Antofagasta · ARM Holdings · Associated British Foods · AstraZeneca · Aviva · Babcock International · BAE Systems · Barclays · BG Group · BHP Billiton · BP · British American Tobacco · British Land Company · Sky · BT Group · Bunzl · Burberry · Capita Group · Carnival · Centrica · Compass Group · CRH · Croda International · Diageo · easyJet · Eurasian Natural Resources Corporation · Experian · Fresnillo · G4S · GKN · GlaxoSmithKline · Glencore · Hammerson · Hargreaves Lansdown · HSBC · IMI · Imperial Brands · International Airlines Group · InterContinental Hotels Group · Intertek Group · ITV · Johnson Matthey · Kingfisher · Land Securities Group · Legal & General · Lloyds Banking Group · London Stock Exchange Group · Marks & Spencer · Meggitt · Melrose · Wm Morrison Supermarkets · National Grid · Next · Old Mutual · Pearson · Persimmon · Petrofac · Prudential · Randgold Resources · Reckitt Benckiser · RELX · Resolution · Rexam · Rio Tinto Group · Rolls-Royce Group · Royal Bank of Scotland Group · RSA Insurance Group · SABMiller · Sage Group · J Sainsbury · Schroders · Scottish and Southern Energy · Serco Group · Severn Trent · Shell · Shire · Smith & Nephew · Smiths Group · Standard Chartered · Standard Life · Tate & Lyle · Tesco · Travis Perkins · TUI Travel · Tullow Oil · Unilever · United Utilities · Vedanta Resources · Vodafone · Weir Group · Whitbread · William Hill · Wolseley · Wood Group · WPP Group